# عثة العليق
عثة العليق (الاسم العلمي: Lampronia corticella) هي نوع من أنواع العثة التي تنتمي لعائلة Prodoxidae [الإنجليزية]. وصف كارل لينيوس هذا النوع لأول مرة في عام 1758؛ في الطبعة العاشرة من كتابه نظام الطبيعة (الاسم الاصلي للكتاب باللغة السويدية: Systema Naturae). يتواجد هذا النوع من العث في معظم أنحاء قارة أوروبا؛ باستثناء آيسلندا وشبه الجزيرة الإيبيرية وشبه جزيرة البلقان. تعتبر عثة العليق كنوع مستقدم في أمريكا الشمالية، حيث تم اكتشافه لأول مرة في نيو برونزويك، كندا، في عام 1936. مقياس باع جناحيها يبلغ حوالي 10-12 مم. تتغذى يرقات هذه العثة على أنواع توت العليق.

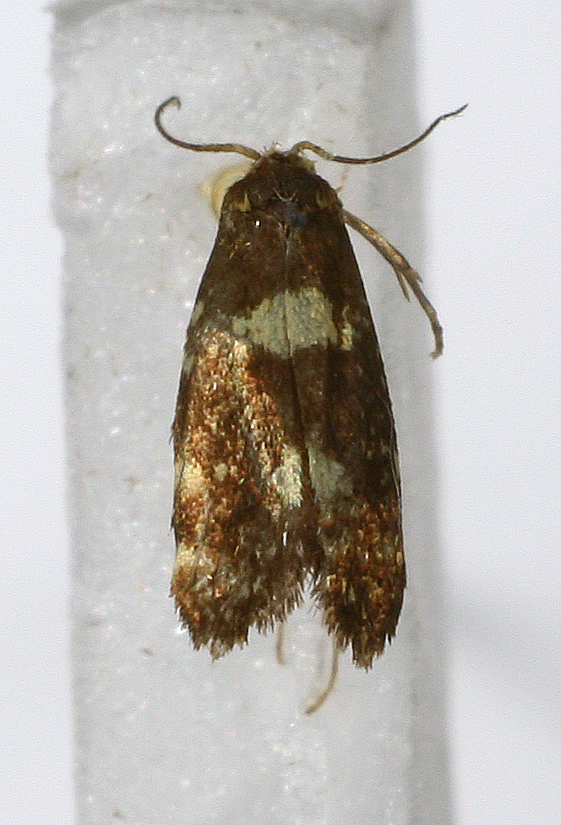

## روابط خارجية
- Kimber، Ian. "9.003 BF136 Raspberry Moth Lampronia corticella (Linnaeus, 1758)". UKMoths. مؤرشف من الأصل في 2019-07-01. اطلع عليه بتاريخ 2019-07-01.
- Murray، Tom (10 ديسمبر 2016). "Species Lampronia corticella - Raspberry Bud Moth - Hodges#0180.1". BugGuide. مؤرشف من الأصل في 2019-11-02. اطلع عليه بتاريخ 2019-07-01.
- العث السويدية
- Lepiforum ه. الخامس.